# نانا فورت
نانا فورت (بالسلوفينية: Nana Forte)‏ هي ملحنة سلوفينية، ولدت في 24 سبتمبر 1981 في زاغري أب سافي في سلوفينيا.

## وصلات خارجية
- الموقع الرسمي
- نانا فورت على موقع ميوزك برينز (الإنجليزية)